# Biografielijst Bj

## Bja
- Birkir Bjarnason (1988), IJslands voetballer
- Mattias Bjärsmyr (1986), Zweeds voetballer

## Bje
- Darko Bjedov (1989), Servisch voetballer
- Vilhelm Bjerknes (1862-1951), Noors meteoroloog
- Jonas Bjelkmark (1987), Zweeds wielrenner
- Kresten Bjerre (1946-2014), Deens voetballer
- Ritt Bjerregaard (1941–2023), Deens politica

## Bjo
- Marit Bjørgen (1980), Noors langlaufster
- Anna Björk (1970), Zweeds actrice
- Björk (1965), IJslands zangeres, songwriter en actrice
- Alexander Björk (1990), Zweeds golfer
- Thed Björk (1980), Zweeds autocoureur
- Jonas Björkman (1972), Zweeds tennisser
- Jussi Björling (1911-1960), Zweeds zanger (tenor)
- Jussi Björling (1911-1960), Zweeds zanger (tenor)
- Björn Bergmann Sigurðarson (1991), IJslands voetballer
- Thomas Bjørn (1971), Deens golfspeler
- Ole Einar Bjørndalen (1974), Noors biatleet en langlaufer
- Sadie Bjornsen (1989), Amerikaans langlaufster
- Bjørnstjerne Bjørnson (1832-1910), Noors schrijver, journalist en politicus
- Espen Bjørnstad (1993), Noors noordse combinatieskiër